# Rosa Spanjaard
Rozina „Rosa“ Spanjaard (* 5. Dezember 1866 in Borne; † 10. Dezember 1937 in Den Haag) war eine niederländische Malerin und Zeichnerin.

## Leben

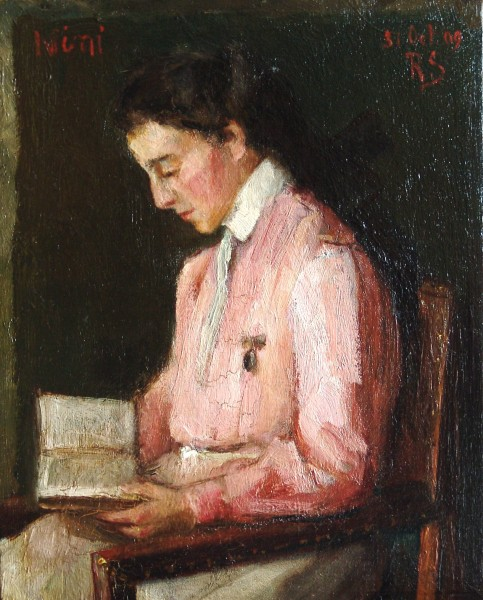
Porträt Eveline, 1909

Rosa Spanjaard stammte aus einer Familie jüdischer Textilfabrikanten. Ihre Eltern waren David Spanjaard und Dina Prins. 1892 heiratete sie den Anwalt David Spanjaard (1861–1935), einen Cousin ihres Vaters. 1893 wurde Tochter Eveline Henriette Sara geboren. Sie arbeitete und lebte mit ihrer Familie in Borne, Enschede, in Arnheim 1905, in Rozendaal 1919 und ab 1920 im Denekamp 14 in Den Haag.
Rosa Spanjaard wurde 1935 Witwe. Sie starb 1937 in Den Haag. Ihre Tochter Henriette Sara Spanjaard (1893–1943) und ihr Schwiegersohn  Salomon van Cleeff (1890–1943) wurden während des Holocaust in den Niederlanden in das KZ Auschwitz deportiert und am 7. September 1943 ermordet.

## Künstlerisches Wirken

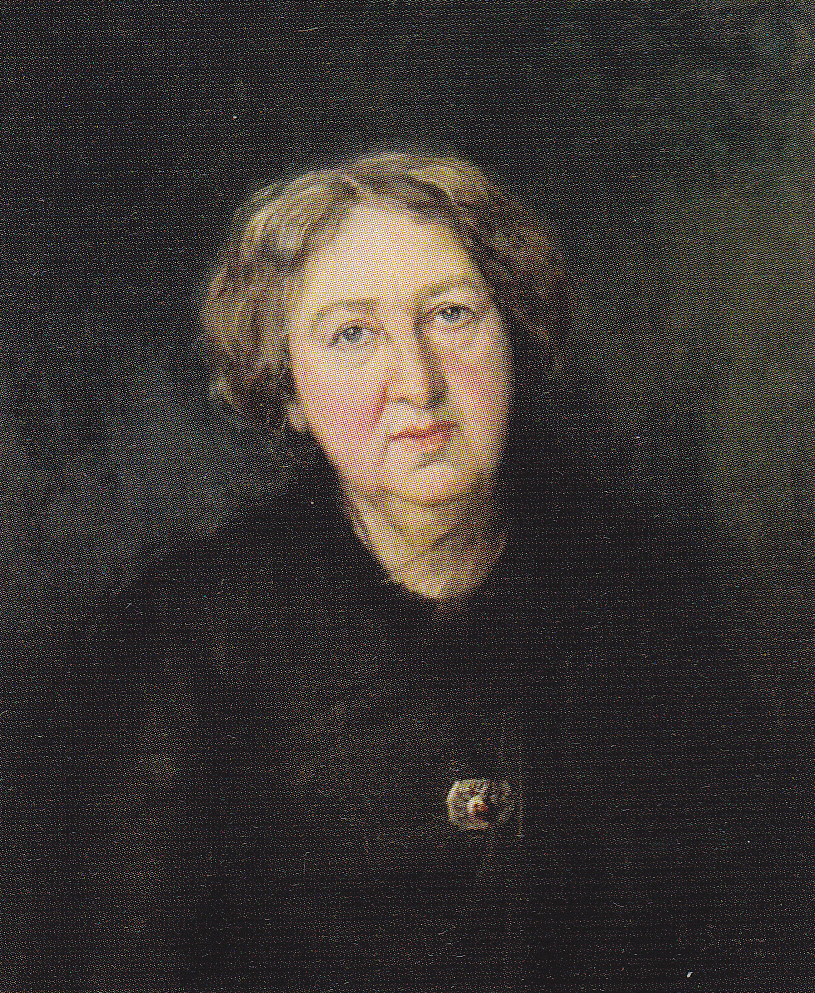
Porträt Hélène Swarth, 1919

Rosa Spanjaard besuchte die Arnheimer Zeichenschule Kunstoefening bei Jacob Hendrik Geerlings. Später nahm sie Unterricht beim Maler Eduard Frankfort in Enschede. In Den Haag wurde sie Mitglied der Malerinnenvereinigung Schilderessenvereniging ODIS.
Spanjaard malte in realistischem Stil. Zu ihren Motiven gehörten Blumen, Stillleben und Porträts. Ein Porträt der Dichterin Hélène Swarth aus dem Jahr 1919 befindet sich in der Sammlung des Kunstmuseums Den Haag.